# The Witness for the Prosecution
The Witness for the Prosecution é um conto famoso de Agatha Christie, inicialmente publicado com o título de Traitor Hands numa das edições de 1925 da Flynn's Weekly. Em 1933 o conto foi publicado pela primeira vez no livro The Hound of Death and Other Stories, que foi lançado apenas no Reino Unido. Em 1948, foi incluído no livro The Witness for the Prosecution and Other Stories, lançado nos Estados Unidos.
O conto relata a história de Leonard Vole, que foi preso acusado pelo assassinato de Emily French, uma mulher que se aconselhava com Leonard no gerenciamento de seu dinheiro. Em razão de Emily tê-lo feito seu principal herdeiro, e como ela não sabia que ele era um homem casado, as coisas ficaram ruins para a defesa de Leonard.
O clímax da história é quando a esposa de Leonard, Romaine, concorda em testemunhar, não como sua testemunha de defesa, mas sim como testemunha de acusação, com a intenção de salvá-lo.
A história original acabava abruptamente com a esposa revelando ser o marido dela o autor do crime. Tempos depois, insatisfeita com o final - um dos poucos finais de livros de Christie em que o assassino escapa impunemente -, ela o modificou quando fez a adaptação do conto para a peça de teatro.

## Adaptações
- Witness for the Prosecution, a peça de teatro baseada no conto, apresentada pela primeira vez em Londres em 1953.
- Witness for the Prosecution, filme estadunidense de 1957, com roteiro baseado no conto e na peça.